# IC 4195
IC 4195 је појединачна звијезда у сазвјежђу Ловачки пси која се налази на листи објеката дубоког неба у Индекс каталогу.
Деклинација објекта је + 37° 2' 17" а ректасцензија 13h 6m 15,6s.